# Geozentrum
Das Geozentrum (von griechisch γῆ Ge, deutsch ‚die Erde‘), auch der Erdmittelpunkt, ist der Schwerpunkt der Erde. Der Begriff geozentrisch wird in verschiedenen Naturwissenschaften für jene Daten, Berechnungen und Modelle verwendet, die sich auf die Erde und insbesondere auf den Erdmittelpunkt beziehen.

## Geozentrum
Die Erdoberfläche ist auch bei idealer Betrachtung auf Meereshöhe nicht an allen Punkten gleich weit vom Erdmittelpunkt entfernt, da die Erde keine geometrische Kugel ist. Vielmehr kann die Erdfigur angenähert mittels eines Rotationsellipsoids wesentlich besser beschrieben werden. Der Durchmesser der Erde, der über 12.700 Kilometer beträgt, ist deswegen zwischen den Polen etwa 42 km geringer als der Durchmesser am Äquator. Noch genauer wird die Erdfigur durch das Geoid beschrieben.
Der Erdmittelpunkt liegt im inneren Erdkern, wo hohe Temperatur und hoher Druck herrscht. Die Schwerebeschleunigung dagegen ist dort näherungsweise null, da die Anziehungskräfte der in allen Richtungen liegenden Gesteinsmassen sich gegenseitig ausgleichen.

## Geozentrische Daten
Geozentrisch charakterisiert das für die Astronomie und Geodäsie günstigste Bezugssystem im Erdschwerpunkt bzw. im Zentrum des Erdellipsoids. Im Gegensatz dazu kennt man:
- topozentrisch: auf den Standpunkt des Beobachters bezogen (griech. τόπος, „der Ort“), also letztlich für alle Messungen und Sinneseindrücke,
- baryzentrisch: auf den Erde-Mond-Schwerpunkt bezogen; es bedeutet teilweise auch den Schwerpunkt des Planetensystems, z. B. für die Atomzeitskala TAB (temps atomique barymetrique)
- heliozentrisch: auf den Sonnenmittelpunkt bezogen, der sich vom Schwerpunkt des Planetensystems um 0,5 bis 1,7 Sonnenradien unterscheidet.
- galaktisch (galaktozentrisch): auf das Gravitationszentrum der Milchstraße bezogen (von uns ca. 35.000 Lichtjahre entfernt).
- inertial: auf ein nicht beschleunigtes, nicht rotierendes Koordinatensystem in einem dieser 5 möglichen Zentren bezogen.

Im geozentrischen Koordinatensystem gemessene Daten sind unter anderem:
- alle Berechnungen von Satellitenbahnen, Raketen und erdnahen Raumsonden,
- die meisten Berechnungen von Sternkoordinaten („Scheinbare Sternörter“),
- geozentrische Koordinaten von einigen tausend globalen Vermessungspunkten (auch kartesische Koordinaten genannt)
- geozentrische Breiten, die sich von geografischen Breiten um bis zu 0,2° oder 20 km unterscheiden.

Die geozentrischen und bary- bzw. heliozentrischen Richtungen nach Himmelskörpern unterscheiden sich je nach deren Entfernung. Bei Planeten können es Werte bis 180° sein (z. B. bei Sonnenfinsternis oder Venusdurchgang), bei nahen Sternen bis 0,7″ (Parallaxe von Alpha Centauri).

## Geozentrisches Weltbild
Das „geozentrische Weltbild“ betrifft einen anderen Aspekt des Wortes. Es ist die Deutung der astronomischen Erscheinungen aus der Sicht eines Beobachters auf der Erde, deren Größe gegenüber der Sphäre (Himmelskugel) als fast Null angesehen wird. Daher kann dieses System sowohl geozentrisch im obigen Sinn als auch topozentrisch sein.
Das geozentrische Weltbild war von der Antike bis in die Renaissance verbreitet und wurde im 17. Jahrhundert vom heliozentrischen Weltbild abgelöst.

## Literarische Rezeption
Der französische Science-Fiction-Pionier Jules Verne veröffentlichte 1864 den Roman Voyage au centre de la terre: „Die Reise zum Mittelpunkt der Erde“.